# Saint-Félix, Lot
Saint-Félix, Lot là một xã thuộc tỉnh Lot tây nam Pháp. Xã có diện tích 7,73 km², dân số theo điều tra năm 1999 là 280 người. Khu vực này có độ cao 182-393 mét trên mực nước biển.